# Air Seychelles

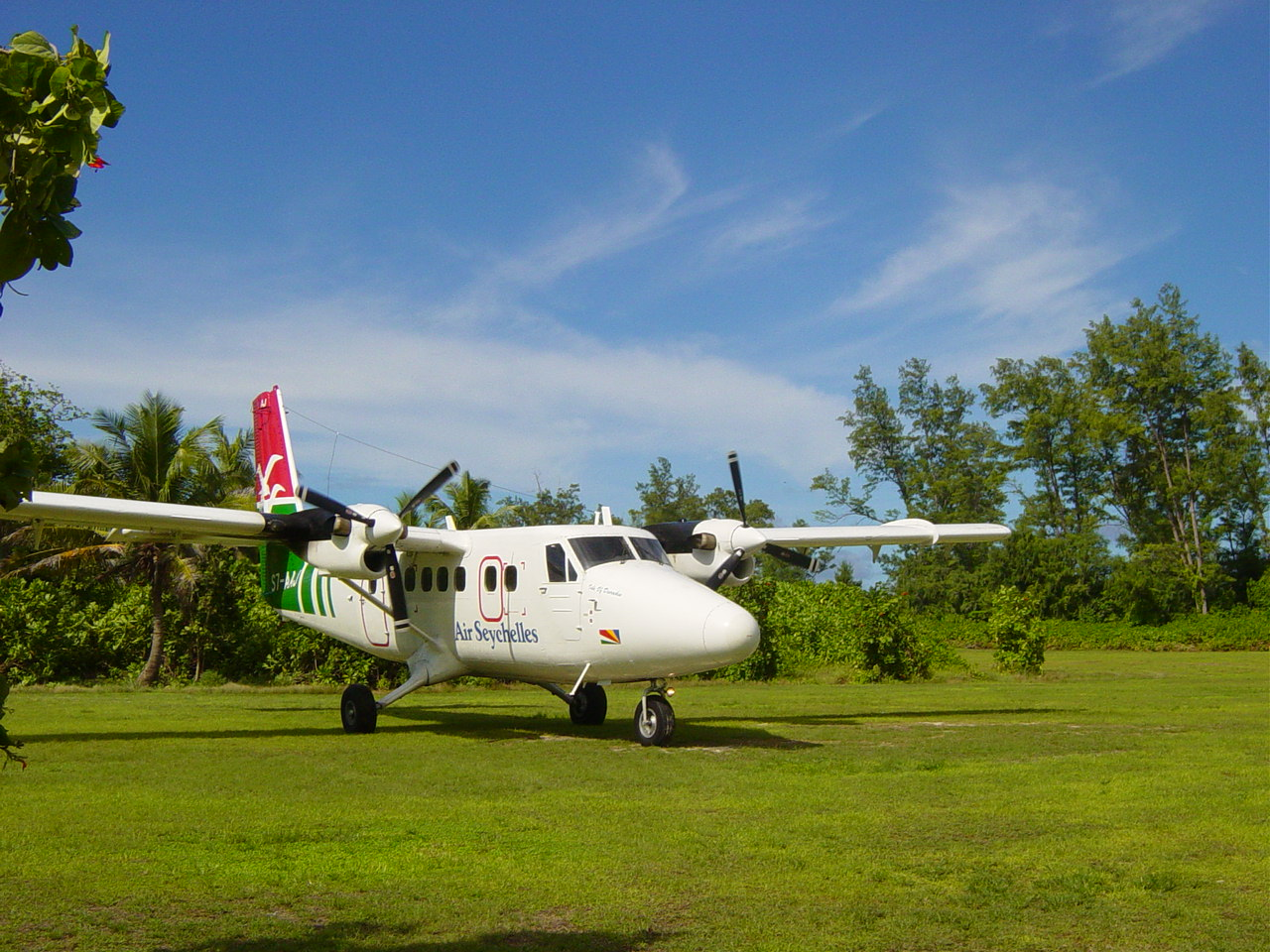
Samolot w barwach Air Seychelles

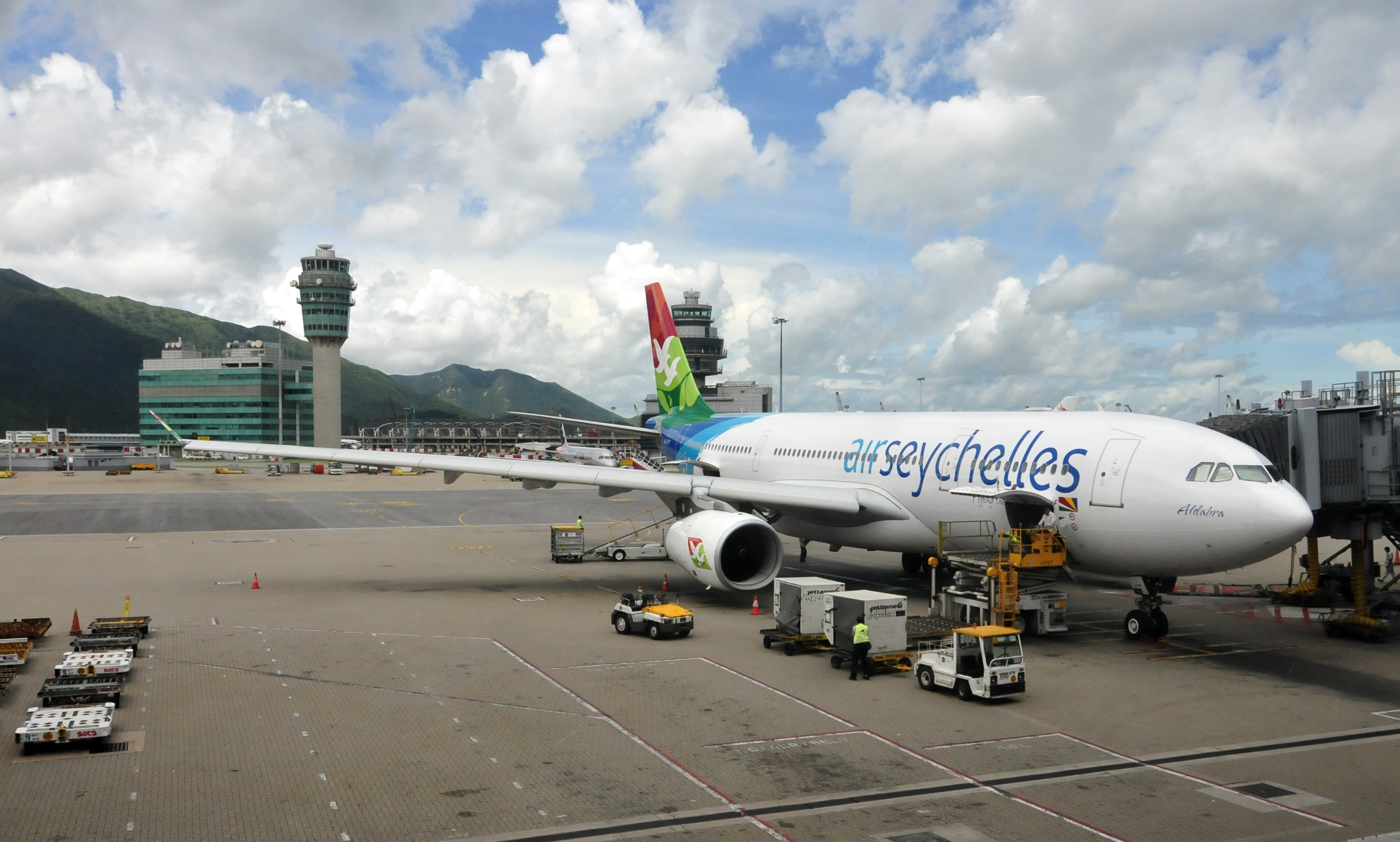
Airbus A330-200

Air Seychelles – narodowe seszelskie linie lotnicze, oferujące połączenia krajowe i międzynarodowe.
Agencja ratingowa Skytrax przyznała liniom cztery gwiazdki.
Kod linii IATA: HM, Kod linii ICAO: SEY

## Historia
Linie zostały założone 15 września 1977 roku jako Seychelles Airlines, nazwę na obecną zmieniły w 1979 roku. Pierwsze stałe połączenia to Londyn i Frankfurt, uruchomione w 1983 roku. Od 2012 roku współwłaścicielem linii w 40% jest Etihad Airways, pozostałe 60% jest własnością rządu seszelskiego.

## Porty docelowe

### Afryka
- Mauritius
  - Mahébourg) (Port lotniczy Mauritius)
- Południowa Afryka
  - Johannesburg (Port lotniczy Johannesburg)
- Seszele
  - Mahé (Port lotniczy Mahé)
  - Praslin (Port lotniczy Praslin)

### Azja
- Indie
  - Bombaj (Port lotniczy Chhatrapati Shivaji)
- Malediwy
  - Male (Port lotniczy Male)
- Singapur
  - Singapur (Port lotniczy Changi)
- Hongkong
  - Hongkong (Port lotniczy Hongkong)
- Zjednoczone Emiraty Arabskie
  - Abu Zabi (Port lotniczy Abu Zabi)

### Europa
- Francja
  - Paryż (Port lotniczy Paryż-Charles de Gaulle)
- Niemcy
  - Monachium (Port lotniczy Monachium)
- Wielka Brytania
  - Londyn (Port lotniczy Londyn-Heathrow)
- Włochy
  - Mediolan (Port lotniczy Mediolan-Malpensa) (od marca 2008)
  - Rzym (Port lotniczy Rzym-Fiumicino)

## Flota
Air Seychelles dysponuje następującymi maszynami (stan na lipiec 2020):
| Model                                | Liczba |
| ------------------------------------ | ------ |
| Airbus A320neo                       | 2      |
| De Havilland Canada DHC-6 Twin Otter | 5      |
| Razem:                               | 7      |